# Friedrich Krause
Friedrich Krause foi um estudante de medicina que conjuntamente com o estudante de engenharia eletrotécnica Heinz Otto Müller trabalharam no microscópio eletrônico de transmissão construído por Ernst Ruska em 1933, e publicaram resultados crescentemente melhores. Morreram durante bombardeios na Segunda Guerra Mundial.